# 乌那隆寺
乌那隆寺是位于柬埔寨金边西索瓦码头靠近金邊王宮的一座漥寺。它是柬埔寨大宗派的所在地，也是金边最重要的寺庙和柬埔寨佛教中心。它始建于1443年，由44座建筑组成。它在红色高棉时期遭到破坏，但后来得到了修复。建筑群里有一座佛塔，里面据说有释迦牟尼的眉毛和巴利文铭文。